# Terrerola cua-rogenca
La terrerola cua-rogenca (Ammomanes phoenicura) és una espècie d'ocell de la família dels alàudids (Alaudidae) que habita praderies de l'Índia.